# Sorbus vertesensis
Sorbus vertesensis är en rosväxtart som beskrevs av Ádám Boros. Sorbus vertesensis ingår i släktet oxlar, och familjen rosväxter. Inga underarter finns listade i Catalogue of Life.